# Warburton
Warburton ili Warburton Creek  je povremena (vadi) australska rijeka duga 412 km.
Warburton je najsjevernija rijeka u Južnoj Australiji, on zajedno sa svojim sastavnicama Eyre Creek - Georgina stvara jedan od najdužih australskih riječnih sustava dug preko 1.400 km.

## Zemljopisne karakteristike
Warburton poteče jedino za velikih monsunskih kiša koje napoje udaljene izvore rijeka Diamantina i Georgina i prepune Močvaru Goyder pa vode poteku po inače suhom koritu Warburtona do uvira u veliko slano jezero Eyre.

## Povezane stranice
- Rijeka Georgina
- Jezero Eyre
- Popis najdužih rijeka na svijetu

## Vanjske poveznice
- Map of Warburton River, SA na portalu Digital Atlas Pty (engl.)